# Jean (pies)

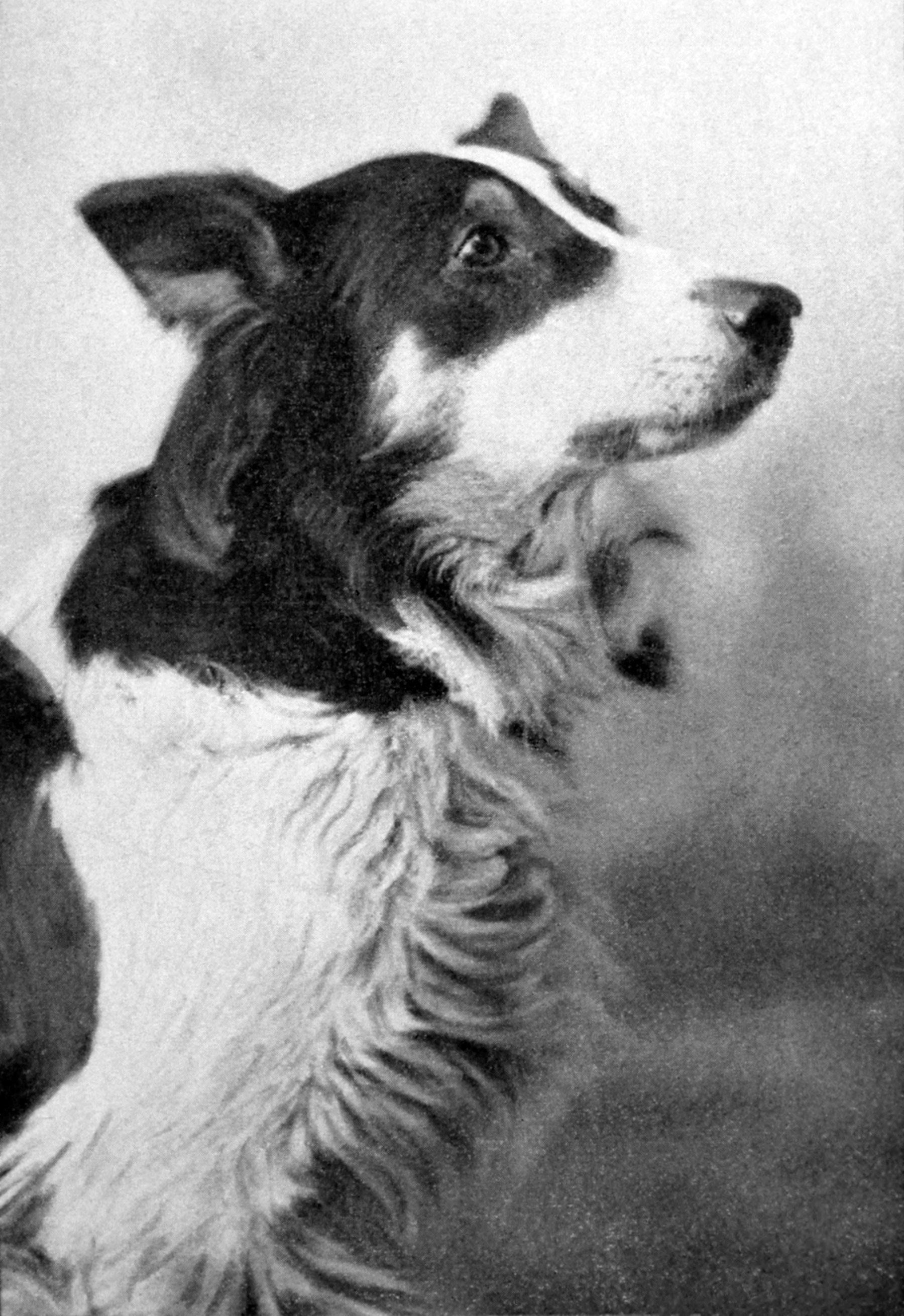
Jean w 1911 r.

Jean (ur. ok. 1907, zm. ok. 1916) – czarno-biała suczka rasy border collie, prawdopodobnie pierwsza zwierzęca gwiazda filmowa.

## Biografia
Pies należał do Laurence'a Trimble'a. Kariera Jean zaczęła się, kiedy Trimble, pracujący ówcześnie jako dziennikarz, pisał reportaż ze studia filmowego Vitagraph. W tym czasie kręcono tam film z Florence Turner. Kiedy okazało się, że mający wystąpić w jednej ze scen pies zawiódł, Turner zaproponował, że zamiast niego wystąpi Jean. Suczka poradziła sobie tak dobrze, że studio zaproponowało jej kontrakt, a jej panu – pracę scenarzysty. Jean wystąpiła w licznych filmach z Florence Turner i zyskała przydomek Votagaph Dog. Popularność zawdzięczała swojej inteligencji (umiała m.in. rozwiązywać supły, dzięki czemu mogła grać psa ratującego z opresji ludzkich bohaterów). Niebawem jej trener i opiekun, Trimble, awansował na stanowisko reżysera i zajął się reżyserowaniem filmów, w których występowała Jean. Była to intratna praca, przynosząca mu 50 000 dolarów tygodniowo. Trimble jednak marzył o większej niezależności, więc w 1913 r. wraz z Jean opuścił Vitagraph i udał się do Wielkiej Brytanii, gdzie wraz z żoną, scenarzystką Jean Marfin, próbował otworzyć własną wytwórnię. Nie odnosiła ona większych sukcesów, więc po śmierci Jean w 1916 r. Trimble zmuszony był wrócić do USA. Zajął się trenowaniem kolejnej gwiazdy zwierzęcej – owczarka niemieckiego Stronghearta.

## Wybrana filmografia

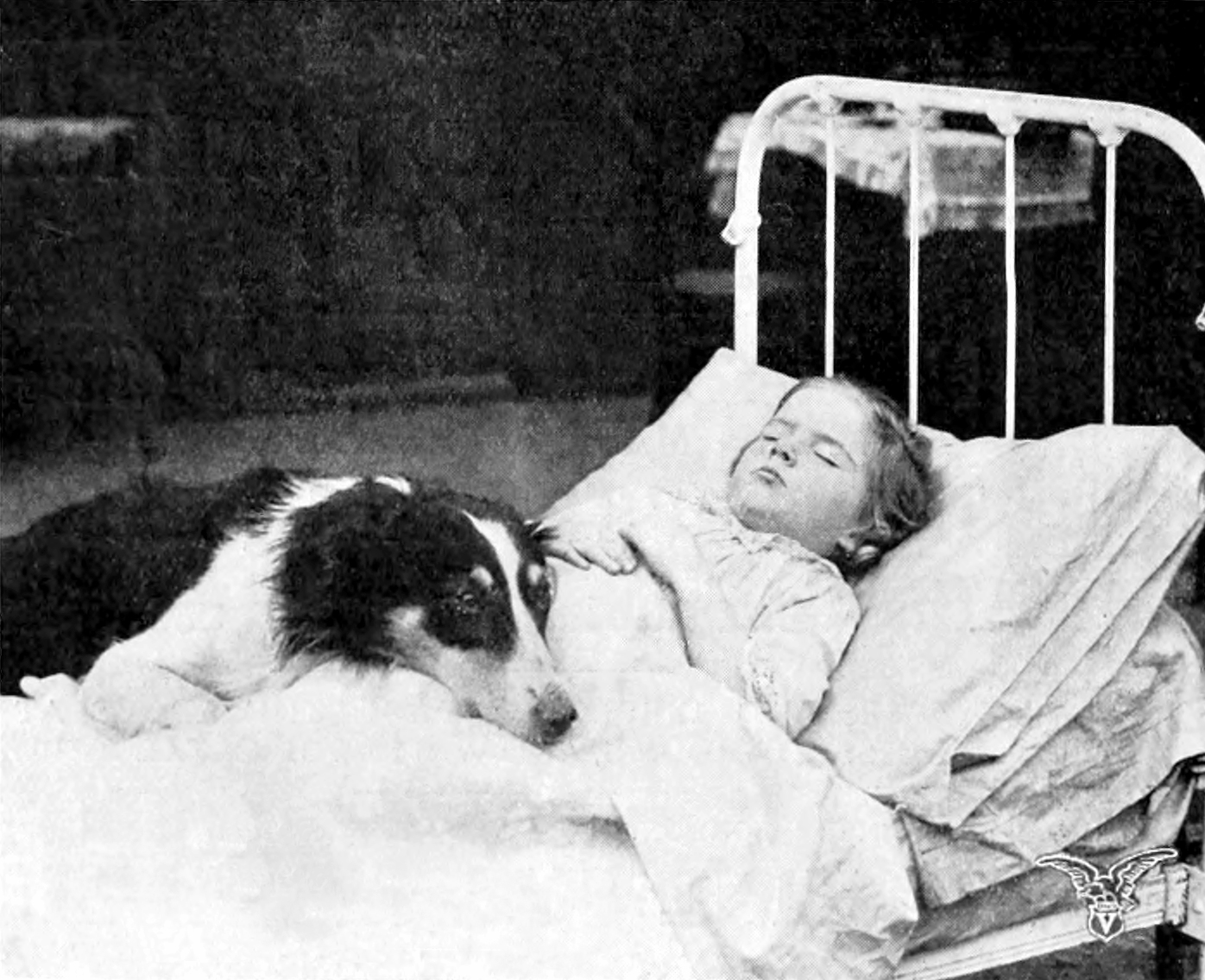
Jean w filmie Playmates z 1912 r.

- Jean w filmie Playmates z 1912 r. Jean and the Calico Doll (1910)
- Jean Goes Fishing (1910)
- Jean the Match-Maker (1910)
- Jean Goes Foraging (1910)
- Where the Wind Blows (1910)
- A Tin-Type Romance (1910)
- Jean and the Waif (1910)
- Jean Rescues (1911)
- Jean Intervenes (1912)
- The Stumbling Block (1912)[4]